# Charles Janssens (Ixelles)
Pour les articles homonymes, voir Charles Janssens et Janssens.
Charles Jacques Paul Janssens, né le 26 mai 1898 à Bruxelles et mort à Ixelles le 19 mai 1982 est un avocat et un homme politique libéral belge.

## Biographie
Charles Jacques Paul Janssens, né le 26 mai 1898 à Bruxelles, est le fils d'un négociant de Bruxelles. Il se marie le 23 septembre 1923 à Ixelles avec Marie-Louise Flagey, fille d'Eugène Flagey, bourgmestre d'Ixelles.
Il fait des études secondaires à l'Athénée royal d'Ixelles. En 1922, il obtient le diplôme en droit à l'Université libre de Bruxelles et devient avocat au barreau de Bruxelles.
Il est élu conseiller communal à Ixelles en 1932, puis est nommé échevin de l’Instruction publique et des Beaux-Arts de 1939 à 1958 et bourgmestre d’Ixelles de 1956 à 1973. Il a fondé l'école de commerce Charles Janssens d'Ixelles.
Au niveau national, il est député à la Chambre des représentants de 1939 à 1965. Il renonce à se représenter à la Chambre des représentants en 1965 pour se consacrer à sa commune. Comme député belge, il était également membre du Parlement européen. De 1958 à 1962, il en devient vice-président.

## Hommage
Il a donné son nom à l'Athénée Charles Janssens (ACJ), anciennement École Flagey.